# Александар Младенов
Александар Младенов (болг. Александър Стойчев Младенов, нар. 25 червня 1982, Софія, Болгарія) — болгарський футболіст, півзахисник. Син колишнього гравця збірної Болгарії Стойчо Младенова.

## Клубна кар'єра
Александар Младенов розпочав займатися футболом у софійському ЦСКА, а в 1999 році став гравцем молодіжної команди берлінської «Герти». Спочатку проживав на клубній базі. Младенов справив непогане враження в молодіжній та другій команді клубу, після чого почав залучатися до тренувань головної команди. Дебютував за головну команду у програному (1:3) домашньому поєдинку 19-го туру чемпіонату Німеччини сезону 2002/03 років проти «Штутгарта». Александар вийшов на поле на заключні хвилини матчу, замінивши Бартоша Карвана. У першій половині наступного сезону Губ Стевенс 9 разів залучав Младенова до матчів головної команди. Проте після звільнення Стевенса та приходу Ганса Меєра перестав залучатися до матчів головної команди. У 2002 році разом з клубом став володарем Кубка німецької ліги.
Влітку 2004 року на правах оренди виступав у «Карлсруе», який грав у другій бундеслізі. Але прибувши до свого нового клубу Младенов отримав травму й після одужання був гравцем резерву.
Після свого перебування в оренді він більше не бачив свого майбутнього в «Герті» й завершення сезону повернувся в Болгарію, де декілька місяців знову провів у складі ЦСКА. Але як і в «Герті» та «Карлсруе» не зміг закріпитися в команді. На початку 2006 року підписав контракт з клубом російського Вищого дивізіону «Том» (Томськ). Дебютував у команді з Томська 17 березня 2006 року в переможному (2:1) виїзному поєдинку 1-го туру чемпіонату Росії проти московського «Торпедо». Младенов вийшов у стартовому складі, а на 86-ій хвилині його замінив Андрюс Скерла. Дебютним голом у футболці томського клубу відзначився 1 квітня 2006 року на 75-ій хвилині переможного (1:0) виїзного поєдинку 3-го туру проти ярославльського «Шинника». Плександр вийшов на поле в стартовому складі, а на 75-ій хвилині його замінив С.Скобляков. Загалом у футболці «Томі» в чемпіонаті Росії зіграв 43 матчі та відзначився 4-ма голами (до того ж зіграв 3 матчі та відзначився 1 голом у першості дублерів), ще 6 поєдинків провів у кубку Росії.
У 2009 році Александар знову повертається до Болгарії, де стає ключовим гравцем софійської «Славії». 25 березня 2010 року Младенов підписав річний контракт з клубом «Краснодар». Дебютував за краснодарський клуб 1 червня 2010 року в переможному (3:0) домашньому поєдинку 13=го туру Першого дивізіону проти владивостоцької «Промінь-Енергії». Младенов вийшов на поле на 67-ій хвилині, замінивши Андрія Пазина. Протягом свого перебування в Краснодарі зіграв 3 матчі національного чемпіонату та 1 поєдинок кубку Росії. 19 липня 2010 року залишив клуб. Потім виступав у болгарському клубі «Каліакра» (Каварна).
У січні 2011 року став гравцем українського ПФК «Севастополя». Після вильоту севастопольського клубу з Прем'єр-ліги повернувся на батьківщину, де став гравцем клубу «Етир».

## Кар'єра в збірній
Викликався в різні юнацькі збірні Болгарії, був основним гравцем молодіжної збірної. Проте стати гравцем національної збірної, як його батько, не зумів.

## Досягнення
Герта
- Кубок німецької ліги
  -  Володар (1): 2002